# Fiumefreddo di Sicilia
Fiumefreddo di Sicilia es una localidad italiana de la provincia de Catania , región de Sicilia, con 9.732 habitantes.

Ubicación de la ciudad de Fiumefreddo di Sicilia dentro de la provincia de Catania.

## Evolución demográfica
| Gráfica de evolución demográfica de Fiumefreddo di Sicilia entre 1861 y 2001 |
|                                                                              |
| Fuente ISTAT - elaboración gráfica de Wikipedia                              |